# Condado de Benton (Iowa)
El condado de Benton (en inglés: Benton County, Iowa), fundado en 1837, es uno de los 99 condados del estado estadounidense de Iowa. En el año 2000 tenía una población de 25 308 habitantes con una densidad poblacional de 6 personas por km². La sede del condado es Vinton.

## Geografía
Según la Oficina del Censo, el condado tiene un área total de 1861 km² (718,5 mi²), de la cual 1855 km² (716,2 mi²) es tierra y 5 km² (1,9 mi²) es agua.

## Historia
El Condado de Benton, se formó el 21 de diciembre de 1837 de las secciones del Condado de Dubuque. Fue nombrado en honor al senador Thomas Hart Benton.

### Condados adyacentes
- Condado de Black Hawk noroeste
- Condado de Buchanan noreste
- Condado de Linn este
- Condado de Iowa sur
- Condado de Tama oeste

## Demografía

Condado de Benton distribución de la población por edad y sexo, censo de 2000

En el 2000 la renta per cápita promedia del condado era de $42 427, y el ingreso promedio para una familia era de $49 701. El ingreso per cápita para el condado era de $18 891. En 2000 los hombres tenían un ingreso per cápita de $35 044 contra $23 978 para las mujeres. Alrededor del 6.10% de la población estaba bajo el umbral de pobreza nacional.
| 1900   | 1910   | 1920   | 1930   | 1940   | 1950   | 1960   | 1970   | 1980   | 1990   | 2000   |
| ------ | ------ | ------ | ------ | ------ | ------ | ------ | ------ | ------ | ------ | ------ |
| 25 177 | 23 156 | 24 080 | 22 851 | 22 879 | 22 656 | 23 422 | 22 885 | 23 649 | 22 429 | 25 308 |

## Lugares

### Municipios
Benton |
Big Grove |
Bruce |
Canton |
Cedar |
Eden |
Eldorado |
Florence |
Fremont |
Harrison |
Homer |
Iowa |
Jackson |
Kane |
Leroy |
Monroe |
Polk |
St. Clair |
 Taylor |
Union

### Ciudades
Atkins |
Belle Plaine |
Blairstown |
Garrison |
Keystone |
Luzerne |
Mount Auburn |
Newhall |
Norway |
Shellsburg |
Urbana |
Van Horne |
Vinton |
Walford‡

### Comunidades no incorporadas
Watkins

### Principales carreteras
| - Interestatal 380/Carretera de Iowa 27 - U.S. Highway 30 - U.S. Highway 151 - U.S. Highway 218 | - Carretera de Iowa 8 - Carretera de Iowa 21 - Carretera de Iowa 150 |